# Greasemonkey
Greasemonkey — додаток Firefox Mozilla Firefox, що дозволяє додавати на будь-яку сторінку користувацький JavaScript у форматі цього розширення.